# Agapa
Die Agapa (russisch Агапа) ist ein 396 km langer linker Nebenfluss der Pjassina im Taimyrski Dolgano-Nenezki rajon in der Region Krasnojarsk (Russland).

## Verlauf
Die Agapa entsteht durch die Vereinigung von Oberer Agapa (Werchnaja Agapa) und Unterer Agapa (Nischnaja Agapa). Sie durchfließt im Anschluss das Nordsibirische Tiefland. Zur Schneeschmelze tritt der Fluss über die Ufer. Die durchschnittliche jährliche Wasserführung im Unterlauf beträgt etwa 310 m³/s. Der Fluss friert im Oktober ein und taut Anfang Juni auf. Im Agapa-Becken gibt es rund 13.000 Seen mit einer Gesamtfläche von über 1445 km².